# FireChat
FireChat est une application mobile propriétaire développée par la société Open Garden. Elle utilise les réseaux radio mesh pour permettre à un smartphone d'établir une connectivité en l'absence d'un accès internet via le réseau cellulaire, en utilisant le Bluetooth, le Wi-Fi, ou  l'interface multipeer d'Apple.
L'application a été proposée pour les iPhones en mars 2014 et pour les terminaux Android le 3 avril 2014.
FireChat a bénéficié d'un gain de popularité significatif en 2014 en Irak, à la suite de restrictions gouvernementales sur l'accès à Internet,, puis durant les manifestations de 2014 à Hong Kong. Les développeurs de l'application ont cependant tenu à préciser que 
« les gens doivent comprendre que cet outil n'est pas destiné à échanger des informations qui pourraient les mettre en danger si elles étaient découvertes par quelqu'un d'hostile. [...] Il n'a pas pour objectif de permettre des communications sécurisées ou privées. » En d'autres termes, l'application ne met en place aucune mesure de chiffrement des communications, elle se focalise exclusivement sur l'établissement d'une connectivité au réseau.

## Source de la traduction
- (en) Cet article est partiellement ou en totalité issu de l’article de Wikipédia en anglais intitulé « FireChat » (voir la liste des auteurs).